# Lijst van onderscheidingen van Leonid Brezjnev
Leonid Brezjnev (1906 - 1982) bezat de volgende onderscheidingen.
|     | Rang                       | Orde | Land                                          | Datum                                                                 |
| --- | -------------------------- | --- | --------------------------------------------- | --------------------------------------------------------------------- |
| 1   |                            | Held van de Sovjet-Unie | Sovjet-Unie                                   | 18 december 1966                                                      |
| 2   |                            | Held van de Sovjet-Unie | Sovjet-Unie                                   | 18 december 1976                                                      |
| 3   |                            | Held van de Sovjet-Unie | Sovjet-Unie                                   | 19 december 1978                                                      |
| 4   |                            | Held van de Sovjet-Unie | Sovjet-Unie                                   | 18 december 1981                                                      |
| 5   |                            | Held van de Socialistische Arbeid                                                                                             | Sovjet-Unie                                   | 17 juni 1961                                                          |
| 6   |                            | Leninorde | Sovjet-Unie                                   | 2 december 1947                                                       |
| 7   |                            | Leninorde | Sovjet-Unie                                   | 18 december 1956                                                      |
| 8   |                            | Leninorde | Sovjet-Unie                                   | 17 juni 1961                                                          |
| 9   |                            | Leninorde | Sovjet-Unie                                   | 18 december 1966                                                      |
| 10  |                            | Leninorde | Sovjet-Unie                                   | 2 oktober 1971                                                        |
| 11  |                            | Leninorde | Sovjet-Unie                                   | 18 december 1976                                                      |
| 12  |                            | Leninorde | Sovjet-Unie                                   | 19 december 1978                                                      |
| 13  |                            | Leninorde | Sovjet-Unie                                   | 18 december 1981                                                      |
| 14  |                            | Orde van de Overwinning | Sovjet-Unie                                   | 20 februari 1978 (in 1989 postuum geschrapt uit de lijst van dragers) |
| 15  |                            | Orde van de Oktoberrevolutie                                                                                                  | Sovjet-Unie                                   | 14 maart 1979                                                         |
| 16  |                            | Orde van de Oktoberrevolutie                                                                                                  | Sovjet-Unie                                   | 18 december 1980                                                      |
| 17  |                            | Orde van de Rode Banier | Sovjet-Unie                                   | 12 maart 1942 - 27 maart 1927                                         |
| 18  |                            | Orde van de Rode Banier | Sovjet-Unie                                   | 29 mei 1944                                                           |
| 19  | De Tweede Klasse           | Orde van Bogdan Chmelnitski                                                                                                   | Sovjet-Unie                                   | 23 mei 1945                                                           |
| 20  | De Eerste Klasse           | Orde van de Vaderlandse Oorlog                                                                                                | Sovjet-Unie                                   | 18 september 1943                                                     |
| 21  |                            | Orde van de Rode Ster | Sovjet-Unie                                   | 16 maart 1943                                                         |
| 22  |                            | Medaille voor de Gewapende Strijd                                                                                             | Sovjet-Unie                                   |                                                                       |
| 23  |                            | Jubileumsmedaille voor Militaire Dapperheid ingesteld ter herinnering aan de Honderdste Verjaardag van Vladimir Iljitsj Lenin | Sovjet-Unie                                   |                                                                       |
| 24  |                            | Medaille voor de verdediging van Odessa                                                                                       | Sovjet-Unie                                   |                                                                       |
| 25  |                            | Medaille voor de verdediging van de Kaukasus                                                                                  | Sovjet-Unie                                   |                                                                       |
| 26  |                            | Medaille "Voor de Overwinning op Duitsland in de Grote Patriottische Oorlog 1941-1945"                                        | Sovjet-Unie                                   |                                                                       |
| 27  |                            | Jubileummedaille "Twintig Jaar van de overwinning in de Grote Patriottische Oorlog 1941-1945"                                 | Sovjet-Unie                                   |                                                                       |
| 28  |                            | Jubileummedaille "Dertig Jaar van de overwinning in de Grote Patriottische Oorlog 1941-1945"                                  | Sovjet-Unie                                   |                                                                       |
| 29  |                            | Medaille voor de Bevrijding van Warschau                                                                                      | Sovjet-Unie                                   |                                                                       |
| 30  |                            | Medaille voor de Verovering van Wenen                                                                                         | Sovjet-Unie                                   |                                                                       |
| 31  |                            | Medaille voor de Bevrijding van Praag                                                                                         | Sovjet-Unie                                   |                                                                       |
| 32  |                            | Medaille voor Heldhaftige Arbeid in de Grote Vaderlandse Oorlog van 1941-1945                                                 | Sovjet-Unie                                   |                                                                       |
| 33  |                            | Medaille voor de Versterking van de Militaire Samenwerking                                                                    | Sovjet-Unie                                   |                                                                       |
| 34  |                            | Medaille "Voor het Herstel van de staalindustrie van het Zuiden"                                                              | Sovjet-Unie                                   |                                                                       |
| 35  |                            | Medaille voor de Ontwikkeling van de Maagdelijke-gronden                                                                      | Sovjet-Unie                                   |                                                                       |
| 36  |                            | Jubileummedaille "40 Jaar Strijdkrachten van de Sovjet-Unie"                                                                  | Sovjet-Unie                                   |                                                                       |
| 37  |                            | Jubileummedaille "50 Jaar Strijdkrachten van de Sovjet-Unie"                                                                  | Sovjet-Unie                                   |                                                                       |
| 38  |                            | Jubileummedaille "60 Jaar Strijdkrachten van de Sovjet-Unie"                                                                  | Sovjet-Unie                                   |                                                                       |
| 39  |                            | Medaille "ter herdenking van de 250ste verjaardag van Leningrad"                                                              | Sovjet-Unie                                   |                                                                       |
| 40  |                            | Medaille "ter herdenking van de 1500ste verjaardag van Kiev"                                                                  | Sovjet-Unie                                   |                                                                       |
| 41  |                            | Leninprijs | Sovjet-Unie                                   | 20 april 1979                                                         |
| 42  |                            | Internationale Lenin-Vredesprijs                                                                                              | Sovjet-Unie                                   | 12 juni 1973                                                          |
| 43  |                            | Orde van Mei | Argentinië                                    | 1974                                                                  |
| 44  |                            | Orde van de Zon en Vrijheid                                                                                                   | Democratische Republiek Afghanistan           | 16 december 1981                                                      |
| 45  |                            | Bangladesh Bevrijdingsoorlog Eer                                                                                              | Bangladesh                                    | 2012                                                                  |
| 46  |                            | Held van de Volksrepubliek Bulgarije                                                                                          | Volksrepubliek Bulgarije                      | 8 september 1973                                                      |
| 47  |                            | Held van de Volksrepubliek Bulgarije                                                                                          | Volksrepubliek Bulgarije                      | December 1976                                                         |
| 48  |                            | Held van de Volksrepubliek Bulgarije                                                                                          | Volksrepubliek Bulgarije                      | December 1981                                                         |
| 49  |                            | Orde van Georgi Dimitrov | Volksrepubliek Bulgarije                      | 8 september 1973                                                      |
| 50  |                            | Orde van Georgi Dimitrov | Volksrepubliek Bulgarije                      | December 1976                                                         |
| 51  |                            | Orde van Georgi Dimitrov | Volksrepubliek Bulgarije                      | December 1981                                                         |
| 52  |                            | Medaille voor "100 Jaar van Bevrijding van Ottomaanse Slavernij"                                                              | Volksrepubliek Bulgarije                      | 1978                                                                  |
| 53  |                            | Medaille voor "30 Jaar van Socialistische Revolutie in Bulgarije"                                                             | Volksrepubliek Bulgarije                      | 1974                                                                  |
| 54  |                            | Medaille voor "100 Jaar sinds de geboorte van Georgi Dimitrov"                                                                | Volksrepubliek Bulgarije                      | 1972                                                                  |
| 55  |                            | Medaille voor "90 Jaar van de geboorte van Georgi Dimitrov"                                                                   | Volksrepubliek Bulgarije                      | 1982                                                                  |
| 56  |                            | Held van de Republiek Cuba | Cuba                                          | 15 december 1981                                                      |
| 57  |                            | Orde van José Martí | Cuba                                          | 29 januari 1974                                                       |
| 58  |                            | Orde van Carlos Manuel de Céspedes                                                                                            | Cuba                                          | 15 december 1981                                                      |
| 59  |                            | Orde van Playa Girón | Cuba                                          | 1973 - 15 december 1976                                               |
| 60  |                            | Medaille voor "20 Jaar Viering van de Aanval op de Moncada Barakken"                                                          | Cuba                                          | 1973                                                                  |
| 61  |                            | Herinneringsmedaille "Voor de 20ste Viering van de Revolutionaire Strijdkrachten"                                             | Cuba                                          | 1976                                                                  |
| 62  |                            | Orde van de Strijders voor Onafhankelijkheid                                                                                  | Guinee                                        | februari 1961                                                         |
| 63  |                            | Karl Marx-orde | Duitse Democratische Republiek                | oktober 1974                                                          |
| 64  |                            | Karl Marx-orde | Duitse Democratische Republiek                | 18 december 1979                                                      |
| 65  |                            | Karl Marx-orde | Duitse Democratische Republiek                | 18 december 1981                                                      |
| 66  |                            | Held van de Duitse Democratische Republiek                                                                                    | Duitse Democratische Republiek                | 13 december 1976                                                      |
| 67  |                            | Held van de Duitse Democratische Republiek                                                                                    | Duitse Democratische Republiek                | 18 december 1979                                                      |
| 68  |                            | Held van de Duitse Democratische Republiek                                                                                    | Duitse Democratische Republiek                | 18 december 1981                                                      |
| 69  | Grote Ster                 | Ster der Volkerenvriendschap                                                                                                  | Duitse Democratische Republiek                | 13 december 1976                                                      |
| 70  |                            | Medaille voor Verdienste in het versterken van de DDR                                                                         | Duitse Democratische Republiek                | 1979                                                                  |
| 71  |                            | Orde van de Revolutie | Democratische Volksrepubliek Jemen            | 14 oktober 1982                                                       |
| 72  | De Eerste Klasse           | Orde van de Ster van Eer | Dergue                                        | Oktober 1980                                                          |
| 73  | Grootkruis met Keten       | Orde van de Witte Roos | Finland                                       | 16 december 1976                                                      |
| 74  | De Eerste Klasse           | Orde van de Grote Ster van de Republiek Indonesië                                                                             | Indonesië                                     | 1961                                                                  |
| 75  |                            | Orde van de Grote Ster van de Republiek Indonesië                                                                             | Indonesië                                     | 1976                                                                  |
| 76  |                            | Orde van de Gouden Ster | Laos                                          | 15 december 1981                                                      |
| 77  |                            | Gouden Medaille van de Natie                                                                                                  | Laos                                          | 1982 - 15 december 1981                                               |
| 78  | De Eerste Klasse           | Orde van de Nationale Vlag | Noord-Korea                                   | 1976 - 19 augustus 1982                                               |
| 79  | Grootkruis                 | Peruviaanse Orde van de Zon                                                                                                   | Peru                                          | Juni 1978                                                             |
| 80  | De Eerste Klasse           | Orde van de Grote Joegoslavische Ster                                                                                         | Socialistische Federale Republiek Joegoslavië | 1962                                                                  |
| 81  | Met Diamanten              | Orde van Vrijheid | Socialistische Federale Republiek Joegoslavië | 1976                                                                  |
| 82  |                            | Orde van de Ster van Roemenië                                                                                                 | Socialistische Republiek Roemenië             | 24 november 1976                                                      |
| 83  |                            | Orde van de Overwinning van het Socialisme                                                                                    | Socialistische Republiek Roemenië             | December 1981                                                         |
| 84  |                            | Oorlogskruis | Tsjecho-Slowakije                             | 1945                                                                  |
| 85  |                            | Oorlogskruis | Tsjecho-Slowakije                             | 1947                                                                  |
| 86  |                            | Tsjechoslowaakse Dapperheidsmedaille                                                                                          | Tsjecho-Slowakije                             | 1945                                                                  |
| 87  |                            | Gouden Ster van een Held van de CSSR                                                                                          | Tsjecho-Slowaakse Socialistische Republiek    | 5 mei 1970                                                            |
| 88  |                            | Gouden Ster van een Held van de CSSR                                                                                          | Tsjecho-Slowaakse Socialistische Republiek    | 26 november 1976 - 29 oktober 1976                                    |
| 89  |                            | Gouden Ster van een Held van de CSSR                                                                                          | Tsjecho-Slowaakse Socialistische Republiek    | 16 december 1981                                                      |
| 90  |                            | Orde van Klement Gottwald | Tsjecho-Slowaakse Socialistische Republiek    | 5 mei 1970                                                            |
| 91  |                            | Orde van Klement Gottwald | Tsjecho-Slowaakse Socialistische Republiek    | 29 oktober 1976                                                       |
| 92  |                            | Orde van Klement Gottwald | Tsjecho-Slowaakse Socialistische Republiek    | Mei 1978                                                              |
| 93  |                            | Orde van Klement Gottwald | Tsjecho-Slowaakse Socialistische Republiek    | 16 december 1981                                                      |
| 94  | De Ster der Eerste Klasse  | Militaire Orde van de Witte Leeuw voor de Overwinning                                                                         | Tsjecho-Slowaakse Socialistische Republiek    | 1946                                                                  |
| 95  | De Eerste Klasse met Keten | Orde van de Witte Leeuw | Tsjecho-Slowaakse Socialistische Republiek    | Februari 1973                                                         |
| 96  |                            | Jubileummedaille voor de Slag bij de Duklapas                                                                                 | Tsjecho-Slowaakse Socialistische Republiek    | 1960                                                                  |
| 97  |                            | Militaire Herinneringsmedaille                                                                                                | Tsjecho-Slowaakse Socialistische Republiek    | 1946                                                                  |
| 98  |                            | Herinneringsmedaille voor de 20-jarige viering van de Slowaakse Opstand                                                       | Tsjecho-Slowaakse Socialistische Republiek    | 1964                                                                  |
| 99  |                            | Herinneringsmedaille voor de 30-jarige viering van de Slowaakse Opstand                                                       | Tsjecho-Slowaakse Socialistische Republiek    | 1975                                                                  |
| 100 |                            | Medaille "50 Jaar van de Communistische Partij van Tsjecho-Slowakije                                                          | Tsjecho-Slowaakse Socialistische Republiek    | 1971                                                                  |
| 101 | De Eerste Klasse           | Medaille voor de Versterking van de Militaire Samenwerking                                                                    | Tsjecho-Slowaakse Socialistische Republiek    | 1980                                                                  |
| 102 |                            | Orde van de Rode Banier (Hongarije)                                                                                           | Volksrepubliek Hongarije                      | 17 december 1976                                                      |
| 103 |                            | Orde van de Rode Banier | Volksrepubliek Hongarije                      | 18 december 1981                                                      |
| 104 |                            | Held van de Socialistische Arbeid                                                                                             | Volksrepubliek Mongolië                       | 14 december 1976                                                      |
| 105 |                            | Held van de Socialistische Arbeid                                                                                             | Volksrepubliek Mongolië                       | December 1981                                                         |
| 106 |                            | Orde van Suha Bator | Volksrepubliek Mongolië                       | 1966                                                                  |
| 107 |                            | Orde van Suha Bator | Volksrepubliek Mongolië                       | 1971                                                                  |
| 108 |                            | Orde van Suha Bator | Volksrepubliek Mongolië                       | 14 december 1976                                                      |
| 109 |                            | Orde van Suha Bator | Volksrepubliek Mongolië                       | December 1981                                                         |
| 110 |                            | Medaille voor de 30-jarige viering van de overwinning op Japan                                                                | Volksrepubliek Mongolië                       | 1975                                                                  |
| 111 |                            | Medaille voor 30 jaar Overwinning bij Khalkhin Gol                                                                            | Volksrepubliek Mongolië                       | 1969                                                                  |
| 112 |                            | Medaille voor 40 jaar Overwinning bij Khalkhin Gol                                                                            | Volksrepubliek Mongolië                       | 1979                                                                  |
| 113 |                            | Medaille voor 50 Jaar van de Mongoolse Volksrevolutie                                                                         | Volksrepubliek Mongolië                       | 1971                                                                  |
| 114 |                            | Medaille voor 50 Jaar van het Mongoolse Volksleger                                                                            | Volksrepubliek Mongolië                       | 1971                                                                  |
| 115 | Grootkruis                 | Orde Polonia Restituta | Volksrepubliek Polen                          | 1976                                                                  |
| 116 | Grootkruis met Ster        | Virtuti Militari | Volksrepubliek Polen                          | 21 juli 1974 ((op 10 juli 1990 geschrapt uit de lijst van dragers)    |
| 117 | Grootlint                  | Orde van Verdienste van de Republiek Polen                                                                                    | Volksrepubliek Polen                          | December 1981                                                         |
| 118 | De Tweede Klasse           | Orde van het Grunwald Kruis                                                                                                   | Volksrepubliek Polen                          | 1946                                                                  |
| 119 |                            | Medaille voor Oder, Neisse, Baltisch                                                                                          | Volksrepubliek Polen                          | 1946                                                                  |
| 120 |                            | Medaille voor de Overwinning en Vrijheid 1945                                                                                 | Volksrepubliek Polen                          | 1946                                                                  |
| 121 | De Eerste Klasse           | Orde van Ho Chi Minh | Vietnam                                       | 1982 - 21 december 1981                                               |
| 122 |                            | Orde van de Gouden Ster | Vietnam                                       | juli 1980                                                             |
| 123 |                            | Held van de Arbeid | Vietnam                                       | 1982                                                                  |